# オーケ・セニング

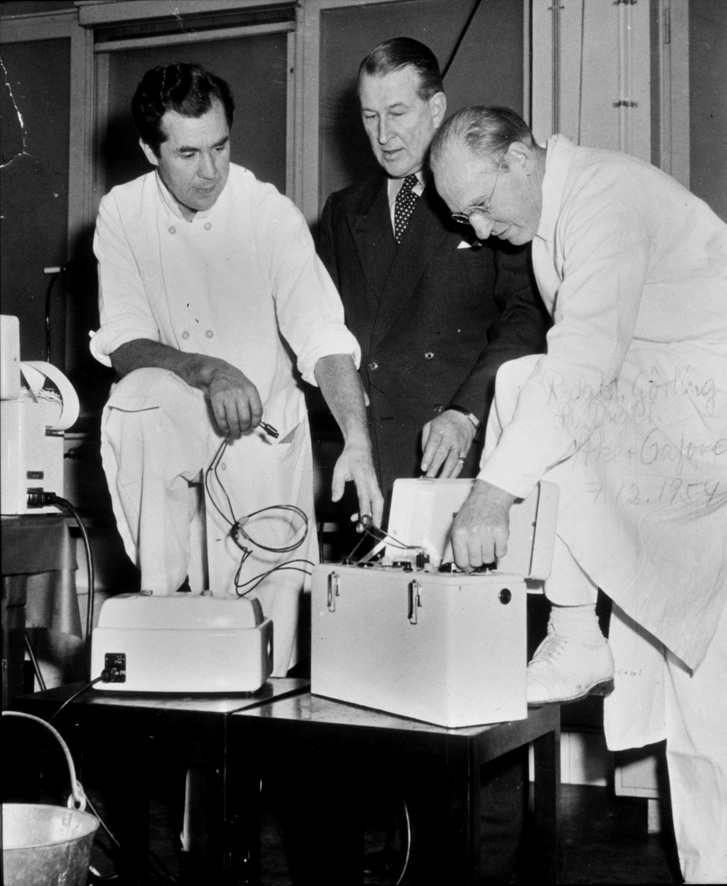
左からセニング、エルムクヴィスト、クラフォード

オーケ・セニング（Åke Senning、1915年9月14日 - 2000年7月21日）はスウェーデンの外科医である。心房内血流転換手術（セニング手術）(en)で知られる他、初のインプラント型心臓ペースメーカの埋め込み手術を行ったことで知られる。

## 略歴
ダーラナ地方のレットヴィーク（Rättvik）に獣医師の息子に生まれた。エンジニアになりたかったが、母の勧めで医師の道を選んだ。ウプサラ大学、ストックホルム大学で学んだ後、1948年から1956年の間、ストックホルムのSabbatsberg病院で有名な外科医、クラフォード（Clarence Crafoord）のもとで心臓外科医として訓練を受けた。1954年のクラフォードによって行われた人工心肺装置を使った手術の成功に貢献した。1956年からカロリンスカ研究所の病院の実験外科部門を率いた。1967年に大血管転位の患者に心房内血流転換手術を行った。1958年10月8日に電子技術者、ルネ・エルムクヴィスト（Rune Elmqvist）と開発したインプラント型心臓ペースメーカの埋め込み手術を行ったが、患者は数時間後に死亡した。
1961年からチューリッヒ大学に新設された大学病院の外科部長となり、1969年にスイスにおける最初の心臓移植手術を行った。1985年に引退し、2000年にチューリッヒで没した。
1968年にドイツの科学アカデミーレオポルディーナの会員に選ばれた。1979年にドイツのエルンスト・ユング財団の（Ernst Jung-Preis für Medizin）を受賞した。